# Commellus hyphen
Commellus hyphen är en insektsart som beskrevs av Hamilton 1995. Commellus hyphen ingår i släktet Commellus och familjen dvärgstritar. Inga underarter finns listade i Catalogue of Life.